# Церковь иконы Божией Матери Белыничской (Могилёв)
Храм иконы Божией Матери Быльницкой (бел. Царква іконы Маці Божай Бялыніцкай) — грекокатолический храм, расположенный на католическом кладбище на улице Лазаренко в городе Могилёве (Белоруссия). Памятник неоготической архитектуры.

## История

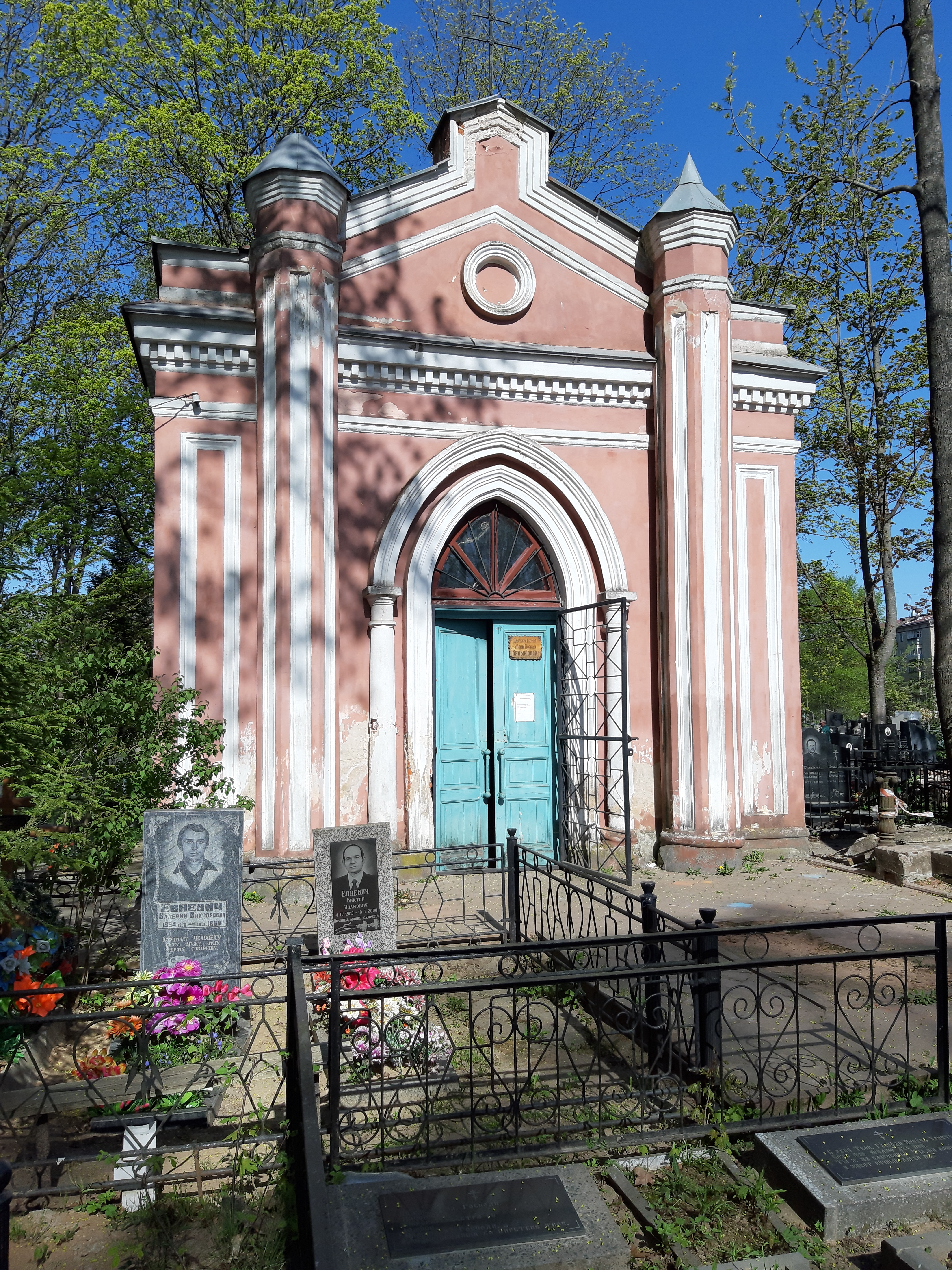
Фасад

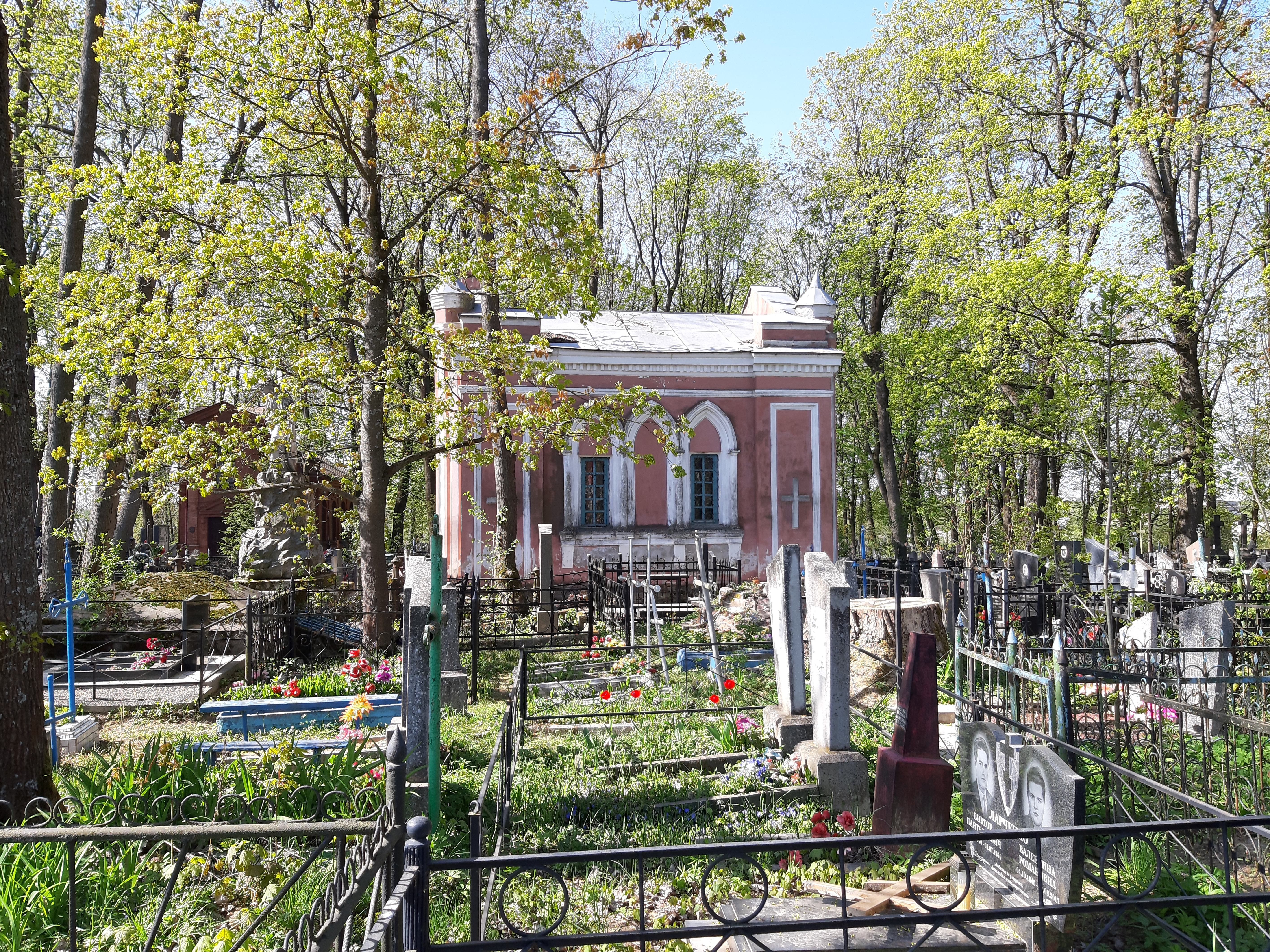
Вид сбоку

Здание было построено в начале XX века как часовня в неоготическом стиле из кирпича.
В конце XX века передано грекокатолической общине. Освящение храма состоялось 15 августа 1996 года.